# ساتوشی کوگا
ساتوشی کوگا (انگلیسی: Satoshi Koga؛ زادهٔ ۱۲ فوریهٔ ۱۹۷۰) بازیکن فوتبال اهل ژاپن است.
از باشگاه‌هایی که در آن بازی کرده‌است می‌توان به باشگاه فوتبال سانفریس هیروشیما و باشگاه فوتبال کاشیما آنتلرز اشاره کرد.